# George Ward, 1. Viscount Ward of Witley
George Reginald Ward, 1. Viscount Ward of Witley (* 20. November 1907 in London; † 15. Juni 1988 ebenda) war ein britischer Politiker der Conservative Party, der unter anderem zwischen 1945 und 1960 Mitglied des Unterhauses (House of Commons) war. 1960 wurde er zum erblichen Peer erhoben und dadurch Mitglied des Oberhauses (House of Lords), dem er bis zu seinem Tod angehörte.

## Leben
Ward war der jüngste von sieben Kindern von William Humble Ward, 2. Earl of Dudley, der unter anderem zwischen 1902 und 1905 Lord Lieutenant of Ireland sowie von 1908 bis 1911 Generalgouverneur von Australien war, sowie dessen Ehefrau Rachel Gurney. Zu seinen Geschwistern gehörte sein ältester Bruder William Ward, der ebenfalls Mitglied des Unterhauses sowie nach dem Tode des Vaters 1932 den Titel als 3. Earl of Dudley erbte. Er absolvierte nach Besuch des Eton College ein Studium am Christ Church der University of Oxford. Während des Zweiten Weltkrieges diente er als Offizier in der Royal Air Force (RAF) und wurde zuletzt zum Oberst (Group Captain) befördert.
Bei der Unterhauswahl vom 5. Juli 1945 wurde er für die Conservative Party erstmals zum Mitglied des Unterhauses gewählt und vertrat in diesem bis zum 11. November 1960 den Wahlkreis Worcester. Im dritten Kabinett von Premierminister Winston Churchill übernahm er am 29. Februar 1952 den Posten als Unterstaatssekretär im Luftwaffenministerium (Under-Secretary of State for Air). Diesen übernahm er am 6. April 1955 zunächst auch im Kabinett von Premierminister Anthony Eden, ehe er im Rahmen einer Kabinettsumbildung am 20. Dezember 1955 Parlamentarischer und Finanzsekretär der Admiralität (Parliamentary and Financial Secretary to the Admiralty) wurde. Im Anschluss wurde er am 16. Januar 1957 Minister für die Luftwaffe (Secretary of State for Air) im Kabinett von Premierminister Harold Macmillan und bekleidete dieses Amt bis zu seiner Ablösung durch Julian Amery am 28. Oktober 1960, wobei er als Minister nicht formell dem Kabinett als Mitglied angehörte. Er wurde am 19. Januar 1957 Mitglied des Geheimen Kronrates (Privy Council).
Nach seinem Ausscheiden aus dem Unterhaus wurde Ward durch Letters Patent vom 11. November 1960 als Viscount Ward of Witley, of Great Witley in the County of Worcester, in den erblichen Adelsstand der Peerage of the United Kingdom erhoben und dadurch zum Mitglied des Oberhauses, dem er bis zu seinem Tod angehörte.
Ward war zweimal verheiratet, und zwar vom 30. Mai 1940 bis zur Scheidung 1951 mit Anne Diana France Ayesha Capel. Aus dieser Ehe gingen die Tochter Georgina Anne Ward und seiner einziger Sohn Anthony Giles Humble Ward hervor, der 1983 verstarb. In zweiter Ehe heiratete er am 15. März 1962 Barbara Mary Colonsay McNeill, wobei diese Ehe kinderlos blieb. Da er keine männlichen Erben hinterließ, erlosch mit seinem Tod der Titel des Viscount Ward of Witley.